# Интерговернментализм (теория)
Интерговернментализм — это одна из теорий европейской интеграции, появившаяся вначале как критика неофункционализма и развившаяся впоследствии в отдельный подход к объяснению интеграционных процессов внутри Европейского союза. Особое распространение данная теория в виде либерального интерговернментализма получила в 90-е гг. XX в.

## Основные положения теории
В интерговернменталистских объяснениях основной акцент делается на роли конкретных национальных государств, принимающих участие в интеграции, при этом их значение со временем не снижается. А. Милворд, один из главных представителей интерговернменталистской парадигмы, считал, что решающее влияние на ход процесса европейской интеграции оказали национальные правительства отдельных стран. К тому же вместо того, чтобы оказаться в более слабой позиции вследствие передачи своего суверенитета на наднациональный уровень, данные государства получили значительную выгоду от интеграционного процесса. Критикуя неофункционализм с его идеей «эффекта перелива» (spillover effect), интерговернменталисты утверждали, что сам процесс интеграции протекает без особых трудностей преимущественно в сферах низкой политики (например, экономика), в то время как для разрешения вопросов, затрагивающих ключевые национальные интересы, необходимо чёткое проявление воли конкретных государств. Иными словами, с точки зрения интерговернментализма, интеграционные процессы будут продолжаться в тех областях, где наблюдаются положительные эффекты от самой интеграции, испытываемые при этом всеми странами-членами хоть и в различной степени, но непременным образом одновременно (например: идея общего рынка, осуществленная в рамках ЕЭС); однако в тех сферах, где национальные интересы различных стран будут противоречить друг другу или интересам самого наднационального объединения, интеграционные процессы будут неизменно наталкиваться на серьёзные препятствия (например: кризис «пустого кресла» в ЕЭС, противодействие Франции вступлению Великобритании в ЕЭС).

## Либеральный интерговернментализм
Данная парадигма стала логическим развитием интерговернменталистской теории интеграции и была изложена Эндрю Моравчиком в своей книге «The Choice for Europe». Представление об основной роли национальных государств в европейском интеграционном процессе было дополнено либеральной концепцией формирования предпочтений на национальном уровне. Основной посыл сводился к тому, что правительства стран, активно вовлекаясь в интеграционную логику развития, имеют чёткие представления о своих предпочтениях, которые фактически определяют ход переговорного процесса, идущего между данными государствами в рамках единого интеграционного объединения. Вдобавок, Э. Моравчик акцентирует внимание на важности процесса формирования национальных преференций внутри самого государства. Так, на внутриполитической арене действуют различные группы интересов, которые соревнуются между собой за рычаги влияния на определение единой линии действий, которую будет проводить в жизнь правительство. При этом институты самого интеграционного объединения воспринимаются как инструменты обеспечения исполнения достигнутых между странами-членами договорённостей. В такой интерпретации и заключается ограниченное значение наднациональных элементов интеграционного процесса.

## Критика теории
Слабое внимание интерговернменталистов в отношении наднационального уровня интеграции стало главным объектом критики, в первую очередь, со стороны неофункционалистов. Так, Л. Линдберг указывал на тот факт, что Европейская комиссия может выступать в качестве эффективного посредника в спорах не только между различными национальными государствами, каждое из которых обладает своими преференциями, но и между группами интересов, действующими в рамках пресловутых национальных государств. Иными словами, наднациональный институт может при этом извлекать выгоду из противоречий на национальном уровне, который интерговернменталистами считается основным, и тем самым добиваться исхода, наиболее приближенного к видению самого интеграционного объединения.
Другой представитель неофункционализма, Д. Винкотт, критиковал подход Э. Моравчика за излишнюю концентрацию на самих событиях, ознаменовавших серьёзную перемену на пути развития европейского интеграционного объединения (например: заключение Маастрихтского договора), при одновременном отведении на второй план стимулов, подталкивающих национальные государства двигаться по интеграционному пути. В последнем аспекте существенное значение имеют наднациональные институты, которые после своего создания обладают отдельной субъектностью, а значит, и возможностью воздействовать на ход развития событий. По мнению Д. Винкотта, национальные государства естественным образом склонны использовать окно возможностей, предоставляемое им в результате функционирования интеграционного объединения, и продолжать передавать часть собственного суверенитета на наднациональный уровень, если интенсификация интеграционных связей влечёт за собой взаимовыгодное сотрудничество. При этом большое число решений, не требующих вмешательства национальных государств и непосредственного одобрениями ими, но влияющих на модель развития интеграционного объединения, принимается именно на наднациональном уровне в рамках стандартных процедур, вырабатываемых на протяжении существования интеграционных институтов.
Вдобавок, обновлённая Э. Моравчиком версия интерговернментализма рассматривалась в качестве примера редукционистской теории. Так, Д. Смит и Дж. Рей утверждают, что либеральный интерговернментализм ограничивается анализом лишь двух уровней взаимоотношений (внутринациональный и межгосударственный) внутри логики европейской интеграции. В свою очередь, они предлагают дополнить такой подход, включив в него рассмотрение наднационального уровня в виде институтов самого ЕС, взаимодействий стран-членов ЕС и государств, находящихся за его пределами, а также различного рода интеракций между внутринациональными акторами, действующими вне границ отдельных государств и вступающих всё более часто во взаимодействие друг с другом в отрыве от единой позиции, вырабатываемой на национальном уровне.